# 黃褐裸頰鯛
黃褐裸頰鯛，又稱黃褐龍占，為輻鰭魚綱鱸形目鱸亞目龍占魚科的其中一種，分布於西太平洋區，從琉球群島至澳洲、新喀里多尼亞海域，棲息深度8-85公尺，體長可達25公分，棲息在珊瑚礁海域，屬肉食性，可作為食用魚。

## 擴展閱讀
維基物種上的相關：黃褐裸頰鯛